# Prefontaine Classic 2016
Il Prefontaine Classic 2016 è stato la 42ª edizione dell'annuale meeting di atletica leggera denominato Prefontaine Classic e si è svolto all'Hayward Field di Eugene, dal 27 al 28 maggio 2016. Il meeting è stato anche la quarta tappa del circuito Diamond League 2016.

## Risultati
Di seguito i primi tre classificati di ogni specialità.

### Uomini
| Specialità             |                   | Prestazione | 2º classificato       | Prestazione | 3º classificato  | Prestazione |
| 100 metri              | Justin Gatlin     | 9"88        | Asafa Powell          | 9"94        | Tyson Gay        | 9"98        |
| 400 metri              | Kirani James      | 44"22       | LaShawn Merritt       | 44"39       | Isaac Makwala    | 45"37       |
| 800 metri              | Boris Berian      | 1'44"20     | Ferguson Rotich       | 1'44"56     | Mohammed Aman    | 1'44"70     |
| Miglio                 | Asbel Kiprop      | 3'51"54     | Abdalaati Iguider     | 3'51"96     | Elijah Manangoi  | 3'52"39     |
| 5000 metri             | Muktar Edris      | 12'59"43    | Geoffrey Kamworor     | 12'59"98    | Mohammed Ahmed   | 13'01"74    |
| 10000 metri            | Mo Farah          | 26'53"71    | William Malel Sitonik | 26'54"66    | Tamirat Tola     | 26'57"33    |
| 110 metri ostacoli     | Omar McLeod       | 13"06       | David Oliver          | 13"38       | Jeff Porter      | 13"48       |
| 400 metri ostacoli     | Michael Tinsley   | 48"74       | Kerron Clement        | 48"87       | Bershawn Jackson | 49"04       |
| Salto con l'asta       | Renaud Lavillenie | 5.81 m      | Shawnacy Barber       | 5.81 m      | Sam Kendricks    | 5.71 m      |
| Salto triplo           | Christian Taylor  | 17.76 m     | Will Claye            | 17.56 m     | Omar Craddock    | 17.15 m     |
| Getto del peso         | Joe Kovacs        | 22.13 m     | Tomas Walsh           | 20.84 m     | Reese Hoffa      | 20.58 m     |
| Lancio del martello    | Paweł Fajdek      | 80.28 m     | Dilšod Nazarov        | 78.12 m     | Wojciech Nowicki | 76.86 m     |
| Lancio del giavellotto | Ihab Abdelrahman  | 87.37 m     | Julius Yego           | 84.68 m     | Thomas Röhler    | 82.53 m     |

     Atleti al primo posto nella classifica di specialità.

### Donne
| Specialità         |                 | Prestazione | 2º classificato   | Prestazione | 3º classificato      | Prestazione |
| 100 metri          | English Gardner | 10"81       | Tianna Bartoletta | 10"94       | Murielle Ahouré      | 11"01       |
| 200 metri          | Tori Bowie      | 21"99       | Dafne Schippers   | 22"11       | Elaine Thompson      | 22"16       |
| 400 metri          | Shaunae Miller  | 50"15       | Francena McCorory | 50"23       | Natasha Hastings     | 50"86       |
| 1500 metri         | Faith Kipyegon  | 3'56"41     | Dawit Seyaum      | 3'58"10     | Gudaf Tsegay         | 4'00"18     |
| 5000 metri         | Hellen Obiri    | 14'32"02    | Viola Kibiwot     | 14'35"13    | Vivian Cheruiyot     | 14'35"69    |
| 100 metri ostacoli | Kendra Harrison | 12"24       | Brianna Rollins   | 12"53       | Jasmin Stowers       | 12"55       |
| 3000 metri siepi   | Ruth Jebet      | 8'59"97     | Hyvin Kiyeng      | 9'00"01     | Emma Coburn          | 9'10"76     |
| Salto in alto      | Chaunté Lowe    | 1.95 m      | Levern Spencer    | 1.92 m      | Kamila Lićwinko      | 1.92 m      |
| Salto in lungo     | Brittney Reese  | 6.92 m      | Ivana Španović    | 6.88 m      | Lorraine Ugen        | 6.76 m      |
| Lancio del disco   | Sandra Perković | 68.57 m     | Nadine Müller     | 65.31 m     | Mélina Robert-Michon | 63.69 m     |

     Atlete al primo posto nella classifica di specialità.